# Ільменські гори
Ільменські гори, також відомі як Ільме́ни (рос. Ильменские горы, башк. Илмән тауҙары, İlmən tawzarı) — група гірських хребтів на Південному Уралі, в Челябінській області Росії, в околицях міста Міаса.
Складені з масивно-кристалічних порід (міаскіти, граніти тощо) з численними пегматитовими жилами складного і різноманітного мінералогічного складу, що містять ільменіт, апатит,  гранат, топаз та інші. Тут вперше в 1824—1826 рр. був знайдений мінерал монацит. Гори покриті лісами (сосна, модрина, береза), багато лугів, боліт. З Ільменськими горами зі сходу межує горбиста лісисто-озерна місцевість, а з заходу за долиною річки Міас — основна маса хребтів Уральських гір, вони таким чином є східним кордоном Уральських гір на своїй географічній широті.
Найвища точка — гора Ільментау (755 м). На півдні Ільменські гори продовжуються хребтами Кумас і Ірендик (на території Учалинського району) Башкортостана.
Майже вся територія, зайнята Ільменська горами, входить до складу Ільменського заповідника. На південному краї розташоване Ільменське озеро. Між Ільменська горами та Ільменським озером поблизу підніжжя гір проходить залізнична лінія Транссибірської магістралі.
Ільменські гори вперше відзначені на карті 1880 року..
В 2008 році Ільменські гори включені до попереднього списку об'єктів Всесвітньої спадщини ЮНЕСКО.